# Viksjön, Dalsland
Viksjön är en sjö i Valbo-Ryrs socken i Munkedals kommun i Dalsland och ingår i Örekilsälvens huvudavrinningsområde. Sjön är 3 meter djup, har en yta på 2,75 kvadratkilometer och befinner sig 64,1 meter över havet. Sjön avvattnas av vattendraget Munkedalsälven (Valboån). Vid provfiske har bland annat abborre, björkna, braxen och gärs fångats i sjön.
Österifrån rinner Valboån ut i sjön. Viksjöns västra utlopp kallas Munkedalsälven.

## Delavrinningsområde
Viksjön ingår i delavrinningsområde (649086-126554) som SMHI kallar för Utloppet av Viksjön. Medelhöjden är 97 meter över havet och ytan är 17,41 kvadratkilometer. Räknas de 36 avrinningsområdena uppströms in blir den ackumulerade arean 554,24 kvadratkilometer. Munkedalsälven (Valboån) som avvattnar avrinningsområdet har biflödesordning 2, vilket innebär att vattnet flödar genom totalt 2 vattendrag innan det når havet efter 12 kilometer. Avrinningsområdet består mestadels av skog (61 procent) och öppen mark (11 procent). Avrinningsområdet har 2,74 kvadratkilometer vattenytor vilket ger det en sjöprocent på 15,7 procent.

## Fisk
Vid provfiske har följande fisk fångats i sjön:
- Abborre
- Björkna
- Braxen
- Gärs
- Gädda
- Gös
- Löja
- Mört
- Nors